# Franz Rodens
Franz Rodens (* 7. Juni 1900; † 23. November 1972) war ein deutscher Journalist und Autor. 

## Leben
Rodens arbeitete vor dem Zweiten Weltkrieg als Kulturredakteur beim Westdeutschen Beobachter, anschließend von Juli bis November 1940 beim neugegründeten Besatzungsorgan Brüsseler Zeitung. Danach ging er als Korrespondent nach Paris und berichtete von dort für beide vorgenannte Zeitungen und Das Reich. Nach dem Krieg war Rodens von 1949 bis 1955 für die Osnabrücker Neue Tagespost, den Berliner Tag und das Recklinghäuser Magazin Echo der Zeit als Korrespondent in Bonn. Ab 1958 arbeitete er als freier Journalist. Rodens war Gründungsmitglied der Bundespressekonferenz und vom 15. Februar bis zum 19. Mai 1953 deren Vorsitzender.
Rodens schrieb eine Reihe von Werken, die sich hauptsächlich mit Kunst und Politik befassen und in der Mehrzahl während der Zeit des Nationalsozialismus erschienen. Nach dem Zweiten Weltkrieg verfasste er u. a. Biografien über Konrad Adenauer und Jean Rey.